# London Heliport

i7
i11
i13
Der London Heliport (auch: London’s Vertical Gateway, ICAO-Code: EGLW) ist ein Hubschrauberlandeplatz in London, gelegen am Südufer der Themse.

## Geschichte
Der Heliport wurde von dem britischen Luftfahrzeughersteller Westland Aircraft gegründet, der erste Anflug eines Hubschraubers fand am 8. April 1959 mit einer Westland Widgeon HR5 (Luftfahrzeugkennzeichen: G-ANLW) mit John Fay als Pilot statt. Die offizielle Eröffnung wurde am 23. April 1959 durch den Abgeordneten John Hay der Conservative Party vorgenommen, der zu dieser Zeit Sekretär des britischen Verkehrsministeriums (Department for Transport) war.
Westland Aircraft wurde 1987 durch die britische GKN übernommen, welche den Hubschrauberlandeplatz im Jahr 2000 zum Verkauf anbot, wobei Harrods Aviation den Zuschlag erhielt. Die britische Weston Aviation Limited übernahm die Liegenschaft 2003 von Harrods Aviation und verkaufte diesen 2007 weiter an die britische von Essen Gruppe. Die von Essen Gruppe bestellte die PremiAir Aviation als Betreiber des Heliports. Im Zuge des Umbaus und Modernisierung der Anlage durch die von Essen Gruppe wurde angrenzend an das Gelände das Hotel Verta mit 70 Zimmer errichtet. Im April 2011 musste die von Essen Gruppe Insolvenz anmelden und verkaufte den Hubschrauberlandeplatz an die britischen Investoren David und Simon Reuben. Das angrenzende Hotel Verta wurde um rund 20 Millionen Pfund Sterling an einen Privatinvestor verkauft.
Der London Heliport ist der einzige Heliport in London, der offiziellen Status hat. Bei anderen Landeplätzen, wie als Beispiel dem Vanguard Helipad (Lage) in der Nähe der Convoys Wharf muss vor der Landung eine Genehmigung der Luftfahrtbehörde CAA eingeholt werden.

## Lage
An der Lombard Road im Londoner Stadtteil Battersea gelegen, ist der Heliport rund sechs Kilometer vom Palace of Westminster entfernt. Da der Heliport strengen Auflagen unterliegt, die vor allem auf Sicherheit und Lärmschutz begründet sind, ist der An- und Abflug nur über den Fluss gestattet. Außerdem sind die Betriebszeiten von 7:00 bis 23:00 Uhr beschränkt. Für Großveranstaltungen wie das Pferderennen Ascot dürfen täglich maximal 1000 Flugbewegungen durchgeführt werden, wobei die maximale Anzahl der An- und Abflüge mit 12.000 jährlich (ohne Polizei und Rettungseinsätze) begrenzt ist. Die Einhaltung dieser Richtlinien wird unter anderem durch die London Heliport Consultative Group überwacht, die aus Anrainern der Stadtbezirke Wandsworth, Hammersmith and Fulham und Kensington and Chelsea gebildet wird.

## Nutzung
Der Heliport wird vorwiegend für Personentransporte für die umliegenden Flughäfen (wie London Heathrow Airport oder Gatwick Airport) aber auch als Ausgangspunkt für Rundflüge und für Polizei- oder Rettungseinsätze genutzt. Es sind sieben Stellplätze für Hubschrauber und eine Tankstelle mit Jet A-1 vorhanden, wobei die Stellplätze nicht der gleichzeitigen Nutzung dienen. Die Tragkraft der auf Stelzen im Flussbett errichteten Landeplattform beträgt knapp über 16 Tonnen, somit können auch größere Hubschrauber wie die Sikorsky S-92 landen.
Für einen zweisitzigen Kleinhubschrauber wie die Robinson R22 sind rund 450 Euro an Landegebühren zu bezahlen. Da die Stellflächen beschränkt sind, werden für diese Hubschrauberklasse Parkgebühren von rund 360 Euro für eine Stunde in Rechnung gestellt.